# Esposizione Universale di Roma
Esposizione Universale di Roma, ofta förkortat EUR, är en modern stadsdel i södra Rom, som projekterades inför en världsutställning som var tänkt att hållas 1942.
Italiens diktator Mussolini ville kunna ge uttryck för regimens ideal utan att vara bunden av hänsyn till äldre bebyggelse. Projektet leddes av arkitekten Marcello Piacentini, och hans vision var att arkitekturen i moderna och funktionella former skulle ge uttryck för Roms storhet. Byggnationen avbröts dock 1942 i och med andra världskriget och återupptogs inte förrän 1951. Inför de olympiska sommarspelen 1960 förlades flera sportanläggningar till EUR.

## Arkitektur (urval)
- Palazzo della Civiltà del Lavoro – även benämnt Palazzo della Civiltà Italiana (1940) "det kvadratiska Colosseum"
- Palazzo EUR (1939)
- Palazzo dei Congressi (1954)
- Museo della Civiltà Romana (1952) – innehåller bland annat den kända modellen av kejsartidens Rom.
- Santi Pietro e Paolo (1942) – kyrka vars kupol är något mindre än Peterskyrkans. Kyrkan är ägnad apostlarna Petrus och Paulus.

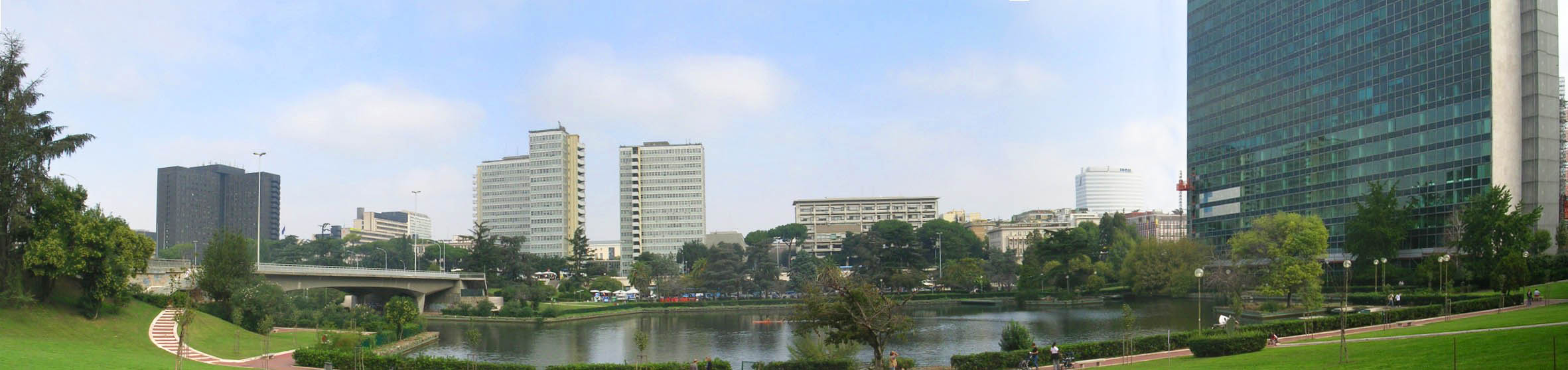
Utsikt över området

- Palazzo dello Sport (1960)